# Comuna Rasova, Constanța
Rasova este o comună în județul Constanța, Dobrogea, România, formată din satele Cochirleni și Rasova (reședința).

## Demografie
Componența etnică a comunei Rasova
     Români (91,22%)
     Alte etnii (0,15%)
     Necunoscută (8,63%)
Componența confesională a comunei Rasova
     Ortodocși (89,99%)
     Alte religii (0,6%)
     Necunoscută (9,41%)
Conform recensământului efectuat în 2021, populația comunei Rasova se ridică la 3.347 de locuitori, în scădere față de recensământul anterior din 2011, când fuseseră înregistrați 3.762 de locuitori. Majoritatea locuitorilor sunt români (91,22%), iar pentru 8,63% nu se cunoaște apartenența etnică. Din punct de vedere confesional, majoritatea locuitorilor sunt ortodocși (89,99%), iar pentru 9,41% nu se cunoaște apartenența confesională.

## Istoric
Pe teritoriul satului Rasova este localizat castrul roman Sacidava, care se pare că a fost capitala regelui sacilor, Dapyx (sacii - un trib traco-geto-dacic).

## Politică și administrație
Comuna Rasova este administrată de un primar și un consiliu local compus din 13 consilieri. Primarul, Mihalache Neamțu[*], de la Partidul Social Democrat, este în funcție din octombrie 2020. Începând cu alegerile locale din 2024, consiliul local are următoarea componență pe partide politice:
|  | Partid                    | Consilieri | Componența Consiliului | Componența Consiliului | Componența Consiliului | Componența Consiliului | Componența Consiliului | Componența Consiliului | Componența Consiliului | Componența Consiliului |
|  | ------------------------- | ---------- | ---------------------- | ---------------------- | ---------------------- | ---------------------- | ---------------------- | ---------------------- | ---------------------- | ---------------------- |
|  | Partidul Social Democrat  | 8          |                        |                        |                        |                        |                        |                        |                        |                        |
|  | Partidul Național Liberal | 5          |                        |                        |                        |                        |                        |                        |                        |                        |

## Vezi și
- Balta Vederoasa (arie de protecție specială avifaunistică inclusă în rețeaua europeană Natura 2000 în România).
- Canaralele Dunării (sit de importanță comunitară)
- Cetatea Pătulului, sit arheologic.
- Dunăre - Ostroave (arie de protecție specială avifaunistică)
- Dumbrăveni - Valea Urluia - Lacul Vederoasa (sit de importanță comunitară)
- Ivrinezu (sit de importanță comunitară)